# Blang Bayu (Syamtalira Bayu)
Blang Bayu is een bestuurslaag in het regentschap Aceh Utara van de provincie Atjeh, Indonesië. Blang Bayu telt 903 inwoners (volkstelling 2010).